# Euplexia chlorerythra
Euplexia chlorerythra là một loài bướm đêm trong họ Noctuidae.